# Qualificazioni al campionato europeo maschile di calcio 1988 - Gruppo 1

## Classifica
| Team    | PT | G | V | N | P | RF | RS | DR  |
| ------- | -- | - | - | - | - | -- | -- | --- |
| Spagna  | 10 | 6 | 5 | 0 | 1 | 14 | 6  | +8  |
| Romania | 9  | 6 | 4 | 1 | 1 | 13 | 3  | +10 |
| Austria | 5  | 6 | 2 | 1 | 3 | 6  | 9  | -3  |
| Albania | 0  | 6 | 0 | 0 | 6 | 2  | 17 | −15 |

## Incontri
| Arbitro: | Gérard Biguet |

|                                     |           |  |
| Iovan 44’, 46’ Lăcătuș 61’ Hagi 90’ | Marcatori |  |

| Arbitro: | Klaus Peschel |

|                                     |           |  |
| Ogris 18’ Polster 66’ Linzmaier 77’ | Marcatori |  |

| Arbitro: | Jan Keizer |

|            |           |  |
| Míchel 57’ | Marcatori |  |

| Arbitro: | Antal Hutak |

|          |           |                         |
| Muça 27’ | Marcatori | 67’ Arteche 84’ Joaquín |

| Arbitro: | José Rosa dos Santos |

|                                                                |           |            |
| Pițurcă 2’ Bölöni 42’ Hagi 44’ (rig.), 54’ Adrian Bumbescu 70’ | Marcatori | 35’ Kushta |

| Arbitro: | Bruno Galler |

|                           |           |                             |
| Linzmaier 38’ Polster 63’ | Marcatori | 30’, 57’ Olaya 89’ Carrasco |

| Arbitro: | Gerassimos Germanakos |

|  |           |            |
|  | Marcatori | 8’ Polster |

| Arbitro: | Alexis Ponnet |

|                                      |           |             |
| Pițurcă 38’ Mateuț 45’ Ungureanu 48’ | Marcatori | 81’ Calderé |

| Arbitro: | Joël Quiniou |

|                        |           |  |
| Míchel 58’ Sanchís 64’ | Marcatori |  |

| Arbitro: | Ignace van Swieten |

|  |           |           |
|  | Marcatori | 61’ Klein |

| Vienna 18 novembre 1987, ore 20:00 CET | Austria  | 0 – 0 referto | Romania | Praterstadion (4,120 spett.)\| Arbitro: \| Lo Bello \| |
| Arbitro:                               | Lo Bello |               |         |                                                        |

| Arbitro: | Kurt Röthlisberger |

|                                                    |           |  |
| Bakero 5’, 31’, 74’ Míchel 36’ (rig.) Llorente 67’ | Marcatori |  |

## Classifica marcatori
3 reti
- Toni Polster
- Gheorghe Hagi (1 rig.)
- José Mari Bakero
- Míchel (1 rig.)

2 reti
- Manfred Linzmaier
- Ștefan Iovan
- Victor Pițurcă
- Eloy Olaya

1 rete
- Sokol Kushta
- Shkëlqim Muça
- Andreas Ogris
- László Bölöni
- Adrian Bumbescu
- Michael Klein
- Marius Lăcătuș
- Dorin Mateuț
- Nicolae Ungureanu
- Juan Carlos Arteche
- Ramón María Calderé
- Francisco José Carrasco
- Joaquín Alonso
- Paco Llorente
- Manuel Sanchís Hontiyuelo